# 志津川車站
志津川車站（日语：／ Shizugawa eki */?）是位於日本宮城縣本吉郡南三陸町，屬於東日本旅客鐵道氣仙沼線的BRT車站。本站位於JR東日本仙台支社的轄範圍內，由石卷車站代為管理，並委託JR東日本的子公司東北綜合服務（東北総合サービス）負責營運。

## 車站構造
本站在東日本大震災前為側式月台1面1線與島式月台1面2線，合計2面3線的地面車站。本站伴隨BRT開始運行於舊站房遺址前設置BRT車站，消防署跡地整備為新站房並移動車站。窗口業務同時再開。

### 地震前月台配置
| 月台 | 路線      | 方向 | 目的地                         |
| ---- | --------- | ---- | ------------------------------ |
| 1    | ■氣仙沼線 | 上行 | 前谷地、小牛田方向             |
| 2    | ■氣仙沼線 | 下行 | 本吉、氣仙沼方向               |
| 3    | ■氣仙沼線 |      | （預留月台，上下行出發、折返） |

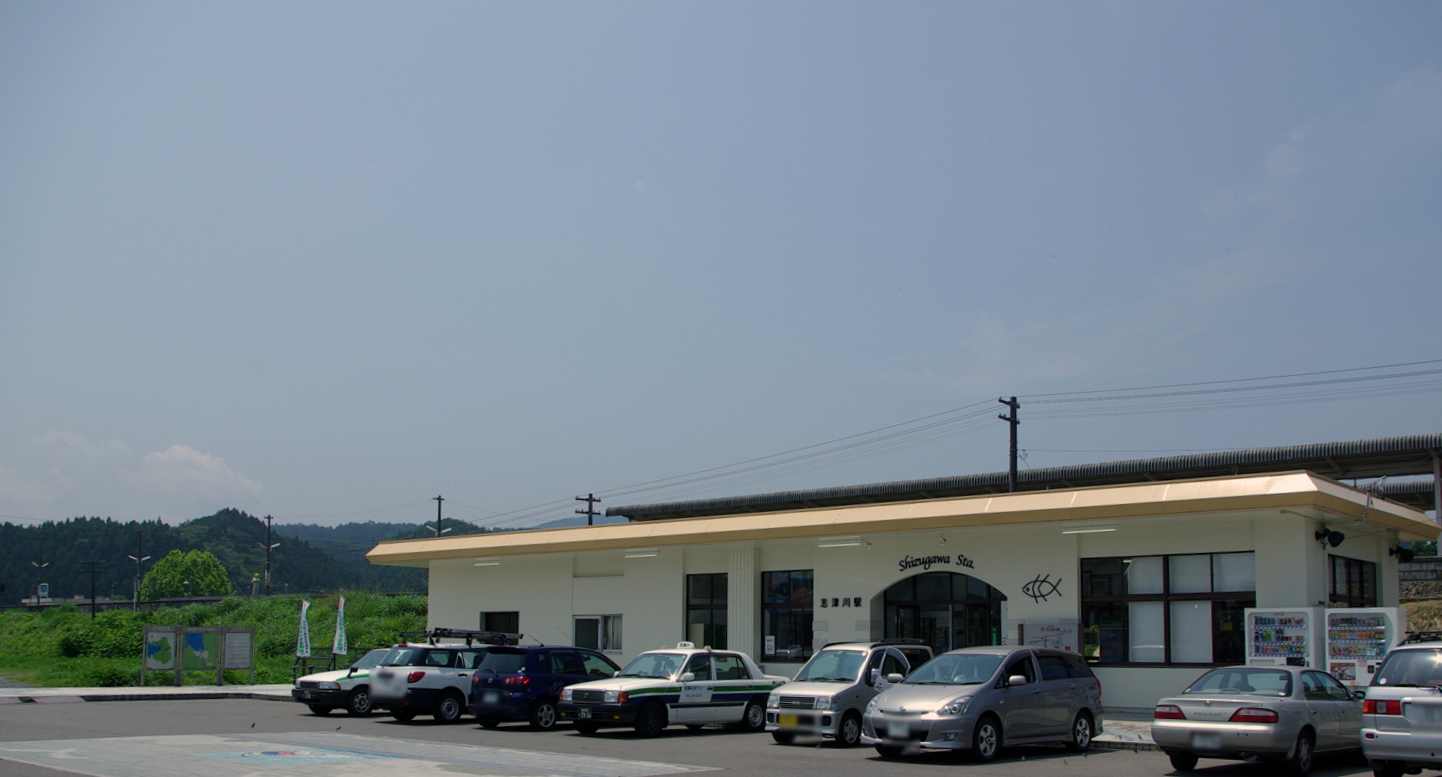
震災前的舊站房（2009年7月）
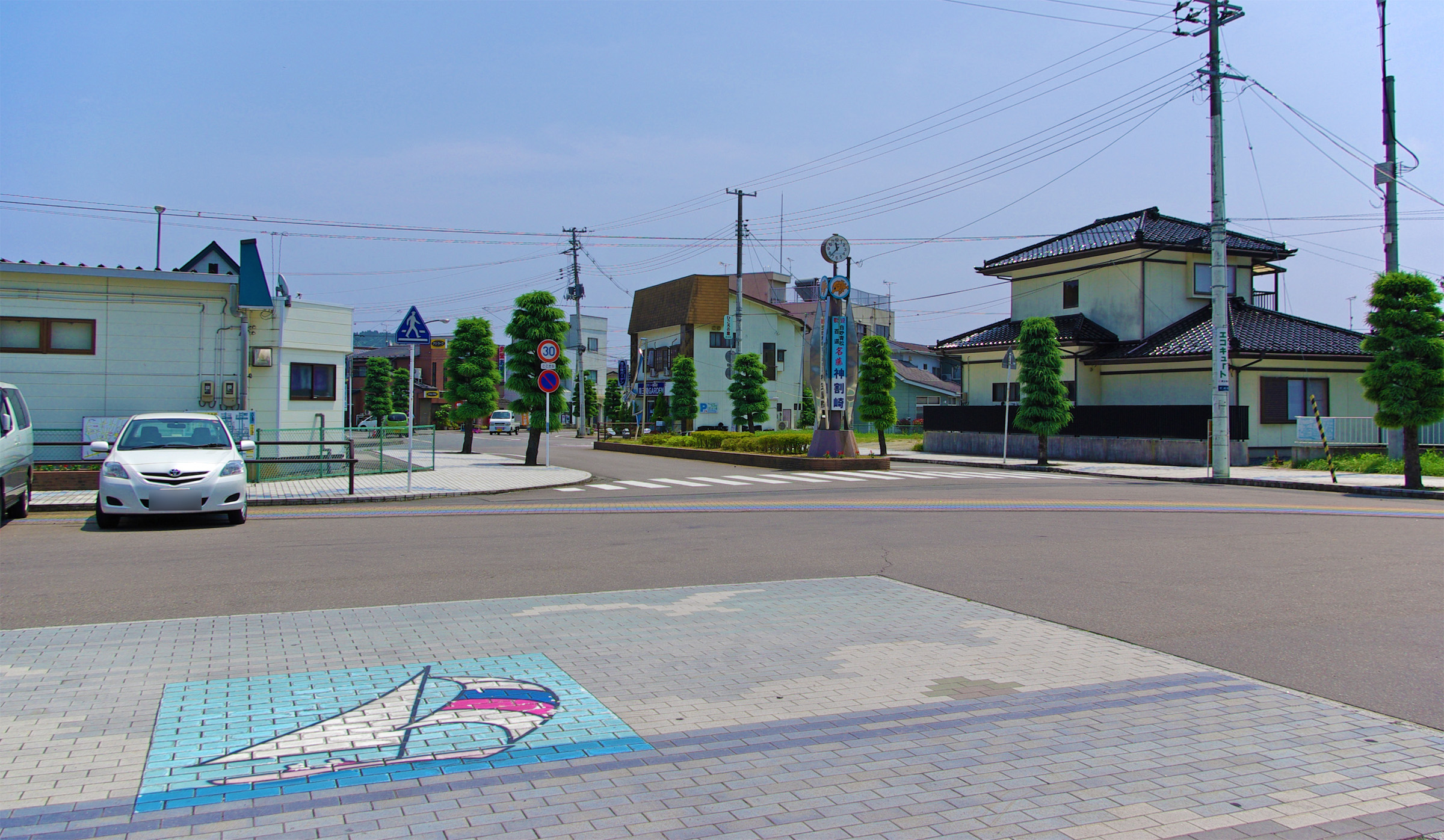
震災前的站前廣場（2009年7月）
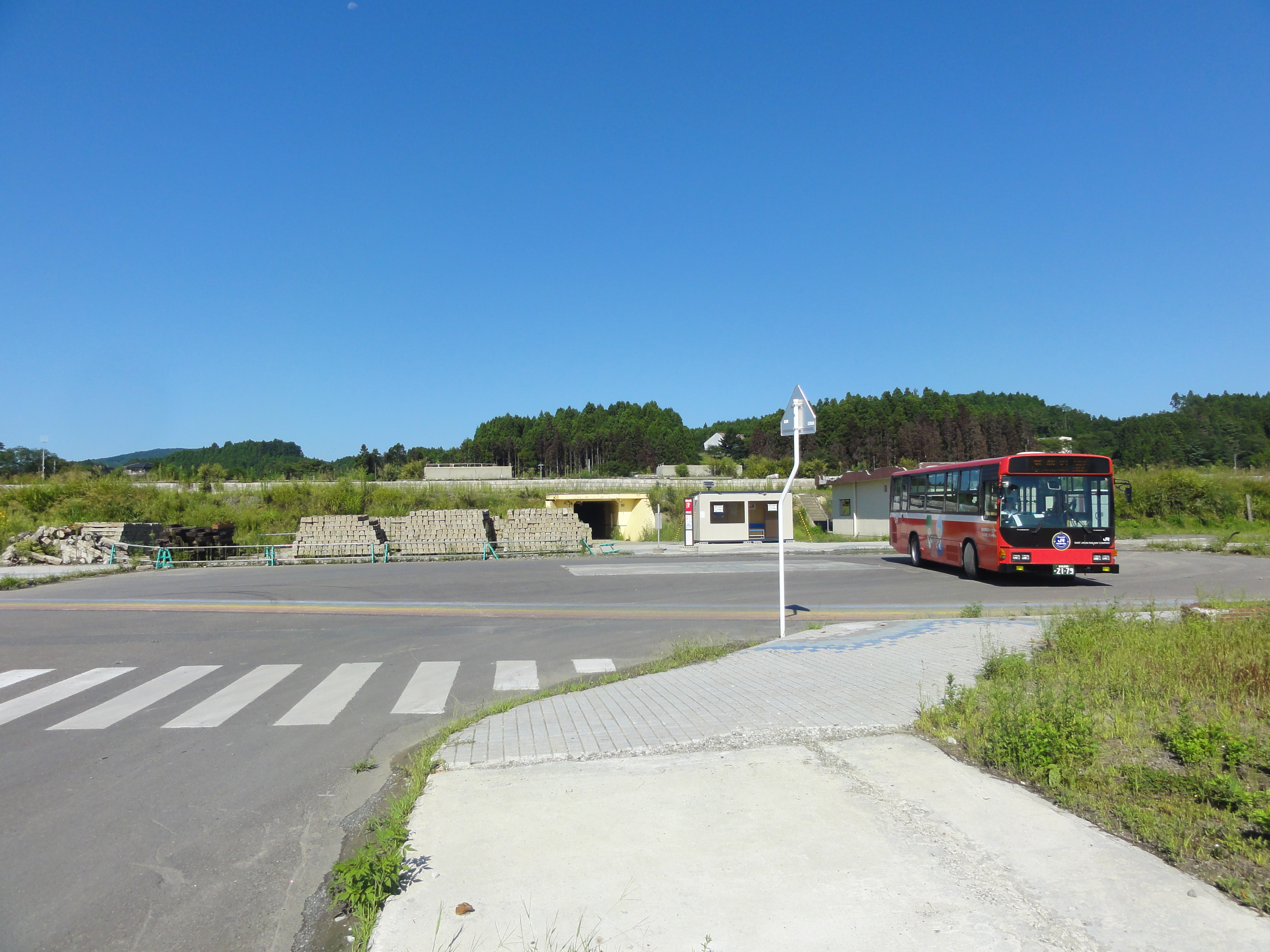
地震後站前（2012年9月）
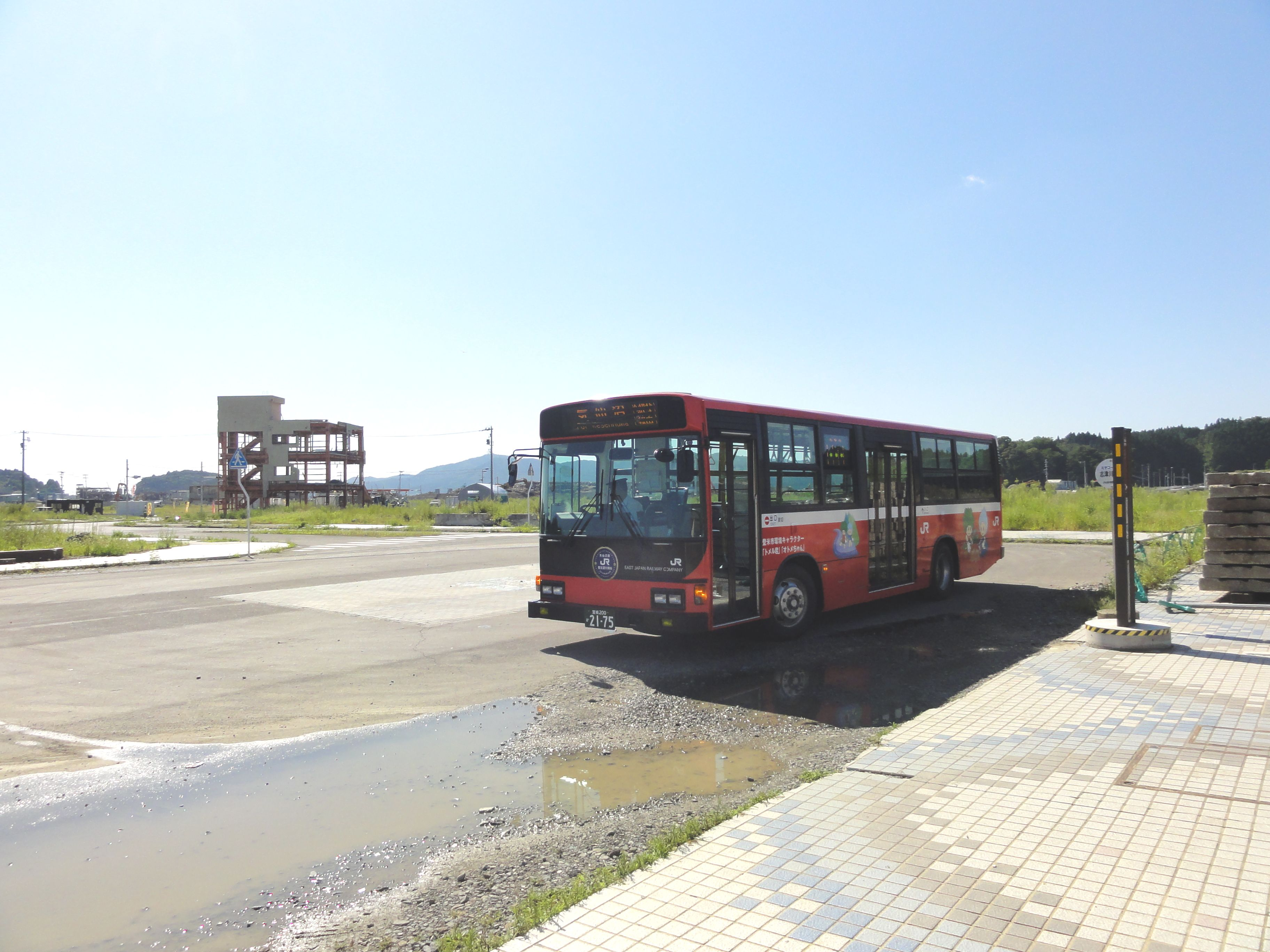
地震後站台广场（2012年9月）
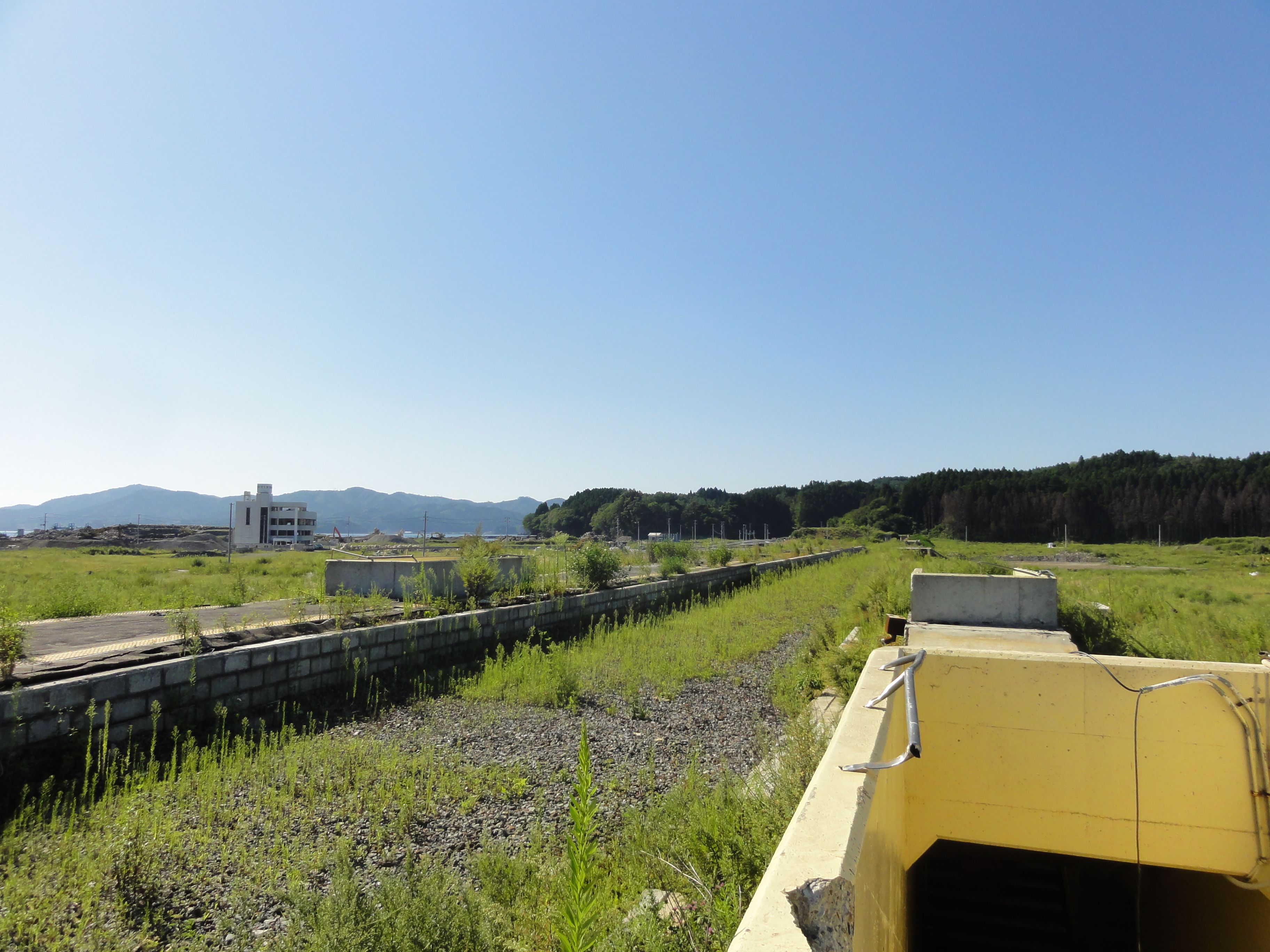
震災後的舊月台（2012年9月）
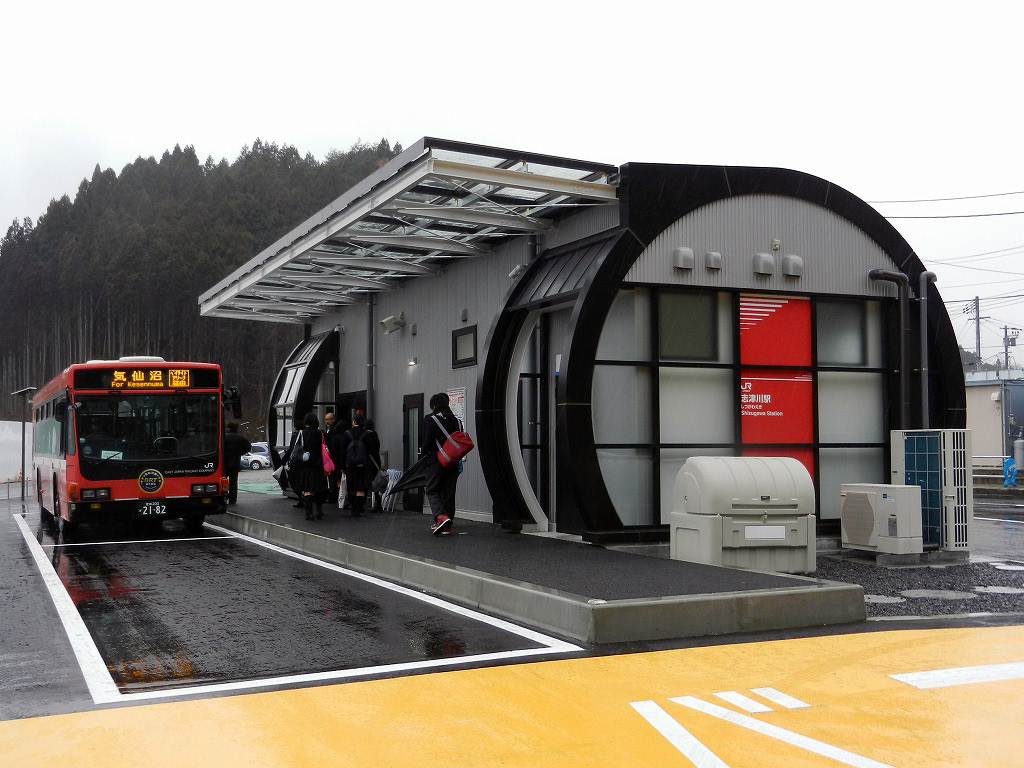
BRT车站（2012年12月）

## 歷史

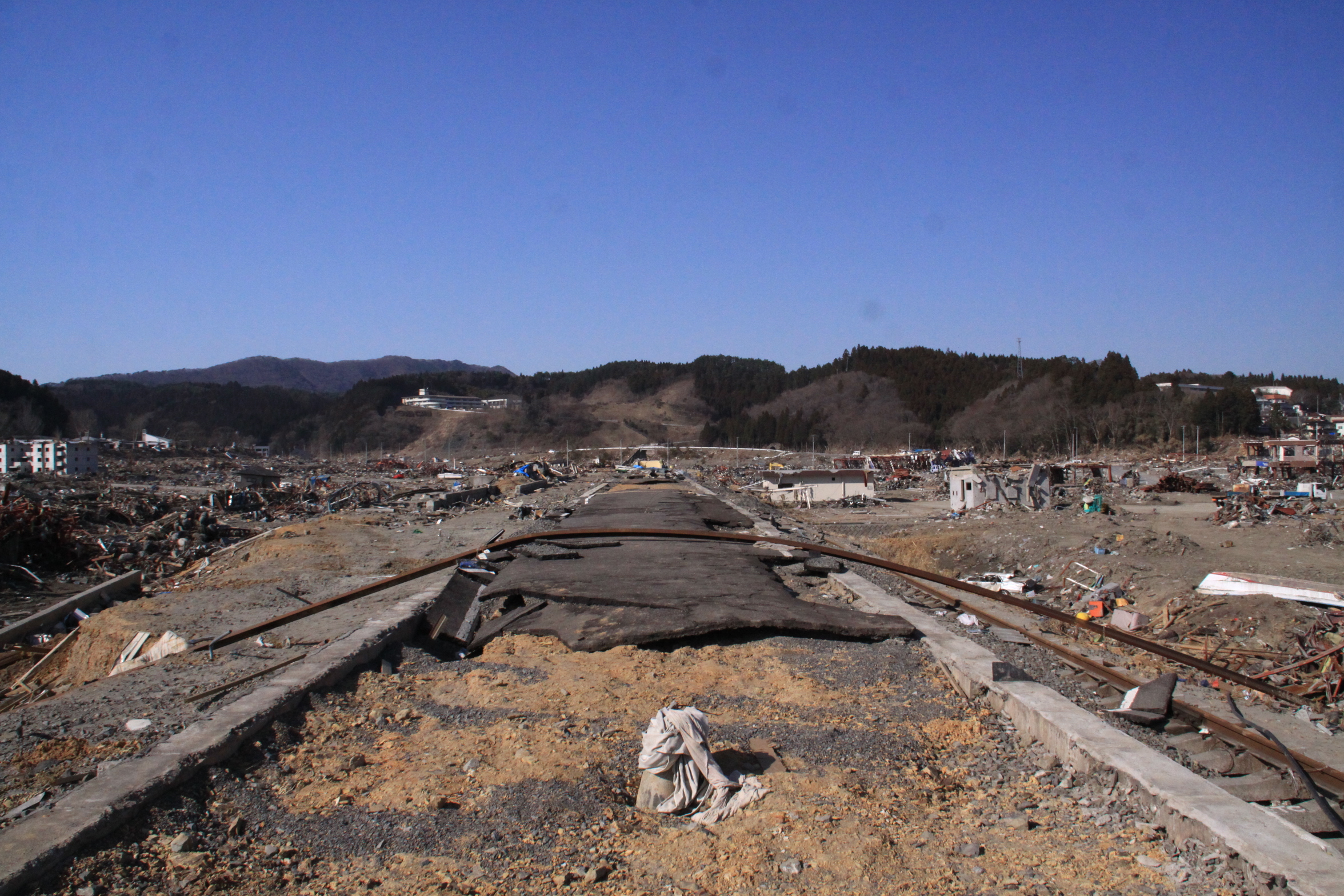
東日本大震災後，被海啸完全冲毁的站台遗迹

- 1977年（昭和52年）12月11日：車站啟用。
- 1987年（昭和62年）4月1日：日本國鐵分割民營化，車站管轄劃歸由東日本旅客鐵道繼承。
- 2011年（平成23年）3月11日：東北地方太平洋近海發生嚴重地震，地震引發的海嘯沖毀靠近海岸的許多鐵路設施，志津川也是23個被沖毀的鐵路車站之一[2]。包括車站站房與月台上的候車亭全遭大水沖毀[3]。
- 2012年（平成24年）8月20日：JR東日本改以BRT方式恢复本站-气仙沼站运营[4]。
- 2017年（平成29年）3月3日：随着南三陸さんさん商店街异地重建完工，新站台启用[5]。
- 2020年（令和2年）4月1日：随着柳津-气仙沼段铁路线废线[6][7]，不再作为铁路站。

## 車站週邊
- 宮城县志津川高等学校
- 南三陸さんさん商店街
- 国道45号
- 国道398号

## 利用人数
铁道2010年度（平成22年）1日平均乘车人数为269人。
BRT2018年度（平成30年）1日平均乘车人数为51人。
| 1日平均乗車人員推移 | 1日平均乗車人員推移 | 1日平均乗車人員推移 | 1日平均乗車人員推移 |
| 年度                | 铁道                | BRT                 | 参考文献            |
| ------------------- | ------------------- | ------------------- | ------------------- |
| 2000年（平成12年）  | 360                 |                     | [ 鉄道 1 ]          |
| 2001年（平成13年）  | 340                 | [ 鉄道 2 ]          |                     |
| 2002年（平成14年）  | 333                 | [ 鉄道 3 ]          |                     |
| 2003年（平成15年）  | 352                 | [ 鉄道 4 ]          |                     |
| 2004年（平成16年）  | 381                 | [ 鉄道 5 ]          |                     |
| 2005年（平成17年）  | 358                 | [ 鉄道 6 ]          |                     |
| 2006年（平成18年）  | 330                 | [ 鉄道 7 ]          |                     |
| 2007年（平成19年）  | 295                 | [ 鉄道 8 ]          |                     |
| 2008年（平成20年）  | 289                 | [ 鉄道 9 ]          |                     |
| 2009年（平成21年）  | 285                 | [ 鉄道 10 ]         |                     |
| 2010年（平成22年）  | 269                 | [ 鉄道 11 ]         |                     |
| 2011年（平成23年）  | 暂停营业            |                     |                     |
| 2012年（平成24年）  | 暂停营业            |                     |                     |
| 2013年（平成25年）  |                     | 91                  | [ BRT 1 ]           |
| 2014年（平成26年）  | 74                  | [ BRT 2 ]           |                     |
| 2015年（平成27年）  | 77                  | [ BRT 3 ]           |                     |
| 2016年（平成28年）  | 81                  | [ BRT 4 ]           |                     |
| 2017年（平成29年）  | 62                  | [ BRT 5 ]           |                     |
| 2018年（平成30年）  | 51                  | [ BRT 6 ]           |                     |

## 相鄰車站
東日本旅客鐵道（JR东日本）
■氣仙沼線（BRT路段）
陸前戶倉－志津川－南三陆町役场·医院前
■氣仙沼線（震前铁道线）  陸前戶倉－志津川－清水濱

## 草考文献
1. ↑  . 產經新聞社. 2011-04-01  [2011-04-17]. （原始内容存档于2011-04-13） （日语）.
2. ↑  . 每日新聞. 2011-03-13  [2011-04-17]. （原始内容存档于2012-07-13） （日语）.
3. ↑  気仙沼線における暫定的なサービス提供開始についてPDF - 東日本旅客鉄道仙台支社プレスリリース（2012年7月18日）
4. ↑  気仙沼線BRT「志津川駅」移転のお知らせPDF - 東日本旅客鉄道盛岡支社プレスリリース（2016年12月20日）
5. ↑   (PDF) (新闻稿). 東日本旅客鉄道. 2020-01-31  [2020-02-06]. （原始内容 (PDF)存档于2020-02-04） （日语）.
6. ↑   (PDF) (新闻稿). 国土交通省東北運輸局. 2020-01-29  [2020-02-06]. （原始内容 (PDF)存档于2020-01-30） （日语）.

### 铁道利用人数
1. ↑  . 東日本旅客鉄道.   [2019-02-15]. （原始内容存档于2019-04-02）.
2. ↑  . 東日本旅客鉄道.   [2019-02-15]. （原始内容存档于2019-02-22）.
3. ↑  . 東日本旅客鉄道.   [2019-02-15]. （原始内容存档于2019-04-02）.
4. ↑  . 東日本旅客鉄道.   [2019-02-15]. （原始内容存档于2019-03-27）.
5. ↑  . 東日本旅客鉄道.   [2019-02-15]. （原始内容存档于2019-02-23）.
6. ↑  . 東日本旅客鉄道.   [2019-02-15]. （原始内容存档于2019-04-02）.
7. ↑  . 東日本旅客鉄道.   [2019-02-15]. （原始内容存档于2019-04-02）.
8. ↑  . 東日本旅客鉄道.   [2019-02-15]. （原始内容存档于2019-04-02）.
9. ↑  . 東日本旅客鉄道.   [2019-02-15]. （原始内容存档于2019-02-22）.
10. ↑  . 東日本旅客鉄道.   [2019-02-15]. （原始内容存档于2019-04-02）.

### BRT利用人数
1. ↑  . 東日本旅客鉄道.   [2019-02-15]. （原始内容存档于2014-10-06）.
2. ↑  . 東日本旅客鉄道.   [2019-02-15]. （原始内容存档于2020-10-08）.
3. ↑  . 東日本旅客鉄道.   [2019-02-15]. （原始内容存档于2020-06-02）.
4. ↑  . 東日本旅客鉄道.   [2019-02-15]. （原始内容存档于2020-06-02）.
5. ↑  . 東日本旅客鉄道.   [2018-07-10]. （原始内容存档于2020-08-11）.